# Pyrsza
Pyrsza (bułg. Пърша) – wieś w Bułgarii, w obwodzie Gabrowo, w gminie Drjanowo. Miejscowość jest wyludniała.